# TOZ-106
A TOZ-106 é uma escopeta de ação por ferrolho (bolt-action) produzida e vendida pela Tulsky Oruzheiny Zavod.

## Projeto
Esta é uma versão compacta da espingarda de caça soviética MTs 20-01.
Possui uma coronha de metal que se dobra sob a arma para torná-la mais compacta, e um cabo de pistola. O resto da coronha é de madeira. Esta escopeta foi oficialmente comercializada como escopeta de caça, mas tornou-se popular entre fazendeiros, aventureiros, viajantes, campistas, caminhoneiros e outras pessoas que precisavam de uma arma de autodefesa para uso no campo ou na selva. Versões serradas ilegais de espingardas soviéticas historicamente ganharam o nome de "Morte de um presidente de fazenda coletiva" (em russo:  Смерть председателя) insinuando seu possível uso, e TOZ-106 naturalmente herdou o nome. Recebeu uma recepção morna entre os caçadores, embora seja um tanto popular para terminar o jogo ferido.

## Operadores
- Bielorrússia - é permitida como arma de caça civil[4]
- Cazaquistão - usada em empresas de segurança privada[5]
- Rússia - é permitida como arma de caça civil[6]